# Soria ¡Ya!
Soria ¡Ya! (SYA) es un partido político español radicado en la provincia de Soria (Castilla y León) de ideología sorianista que reclama la ejecución de inversiones y servicios en la provincia para fijar población. Denuncia que la despoblación de Soria es debida al abandono y olvido de las distintas instituciones.
Inicialmente, se fundó en enero de 2001 como una asociación y movimiento social. Tras ello, en febrero de 2022 se presentó como una agrupación de electores por primera vez a las elecciones a las Cortes de Castilla y León. Finalmente, en noviembre de 2022 se constituyó e inscribió como partido político en el registro de partidos políticos del Ministerio del Interior.

## Historia
Nace en el año 2001 para dar voz a las reivindicaciones sorianas surgidas a raíz de las décadas de olvido institucional a las que se ha visto sometida por los distintos gobiernos nacionales y regionales.
En 2002 realizan una de sus primeras manifestaciones, con parón laboral de 10 minutos incluido, que fue secundada por miles de sorianos.
El 27 de septiembre de 2003 realizan una manifestación en Madrid junto con Teruel Existe, que consiguió juntar a unos 10.000 asistentes entre ambos colectivos, y que tenía como objetivo dar visibilidad a los problemas de sendas provincias.
Un año después, el 11 de septiembre de 2004, con motivo del partido de Liga que enfrentaba al Real Madrid y el C.D. Numancia en la ciudad del primero, la plataforma Soria ¡Ya! organizó una caravana lenta en la que participaron, de inicio, unos 150 vehículos, y que acabaron siendo cerca de 400. En su recorrido Soria-Madrid no pasaron de 50 km/h en el tramo de N-111, ni tampoco de 60 km/h en el tramo de A-2, siendo ambas, las velocidades mínimas permitidas para circular. El objetivo era visibilizar los problemas de circulación a los que se veía sometida la provincia de Soria al no contar con vías rápidas de circulación, objetivo que consiguieron al provocar largos atascos en dicha autovía.
Poco después, el 24 de octubre de ese año, se realizó una carrera de relevos que cubrió el recorrido Soria-Madrid corriendo que culminó con una reunión en Moncloa entre representantes de Soria ¡Ya!, de una parte, y el gobierno central, de otra. El último tramo, por las calles de Madrid, fue realizado por los famosos atletas sorianos Fermín Cacho y Abel Antón.
Exactamente un año después, el 23 de octubre de 2005, se vuelve a realizar una caravana lenta, esta vez hasta Valladolid, también con motivo de un partido del C.D. Numancia, esta vez contra el equipo pucelano. Este acto supone un verdadero impacto en la circulación, ya que la N-122 que une ambas localidades solo contaba con 21 km de autovía en los más de 200 km que las separan.
El 26 de agosto de 2006 realizan un corte de diversas carreteras de la provincia, y cerca de los límites de la misma, con autorización gubernamental que en un principio era para una hora ininterrumpida, pero que luego fue modificado para que se hiciesen cortes intermitentes a lo largo de esa hora. Las carreteras afectadas fueron la N-111 (al denegarles el permiso para cortar la A-2), a la altura de Medinaceli; la N-122, a la altura de Agreda; y la N-234, cerca del límite provincial entre Soria y Zaragoza.
El 24 de febrero de 2013, tras haber reunido cerca de 18.000 firmas en contra de la supresión del grado en Ingeniería Agraria en el campus de Soria, consiguen reunir al menos a 2.000 sorianos en una manifestación con la misma reivindicación.
En 2014, el 25 de octubre, se vuelve a realizar una carrera por relevos, esta vez por la N-122 para solicitar inversiones para la Autovía del Duero o A-11. Para ello se realizó, primero, una marcha ciclista desde Langa de Duero hasta el Burgo de Osma, y tras ello, una carrera de atletas por relevos desde esa villa hasta la capital de la provincia.
En 2017, debido al paulatino abandono de varios de los miembros fundadores, y al desgaste de los aún activos, la plataforma hizo un llamamiento buscando la adhesión de nuevos miembros. Esta solicitud fructifica con la entrada de 20 nuevos miembros, y con ello, la llegada de una oleada de masivas protestas a lo largo de todo el año siguiente, aumentando el apoyo ciudadano a niveles que no se veían desde sus primeros años.

### 2018, aumento de las movilizaciones
Inmediatamente tras el fortalecimiento de la plataforma, culminado el pasado diciembre, el 4 de enero el C.D. Numancia recibe en Soria al Real Madrid al clasificarse para los octavos de final de la Copa del Rey. Aprovechando el evento, la plataforma Soria ¡Ya! invita formalmente al club madrileño a llegar a la ciudad en tren con el viaje pagado, invitación que recogen diversos medios de comunicación por el contenido humorístico con el que se define en la carta al tren que realiza el recorrido. Además, durante el partido, los asistentes encendieron las linternas de sus móviles y gritaron "Soria ¡Ya!" repetidamente a lo largo del minuto 8 del encuentro. Este acto tuvo una elevada repercusión debido, en parte, a que uno de los comentaristas del partido explicó ampliamente el motivo de la reivindicación, teniendo la emisión un 12% de cuota de pantalla.
Durante todo el año se llevan a cabo diversas acciones entre las que destacan, en primer lugar, la colocación de carteles rezando "autovía ¡YA!" a lo largo de la N-122, que debería convertirse, al oeste de la capital, en la A-11 hasta Valladolid, y al este, en la continuación de la A-15 hasta Tudela. Por otra parte, también se moderniza el logo de la plataforma, y se venden banderas con el mismo, con el objetivo de que se cuelguen en las viviendas de los sorianos que apoyen la plataforma.
El 23 de agosto realizan un corte de la N-122 a la altura de Villaciervos, contando, como en la anterior convocatoria similar, con autorización gubernamental. El corte duró casi una hora en la que participaron cerca de un millar de personas.
El 26 de octubre se lleva a cabo una manifestación en defensa de la sanidad, reivindicando la finalización del hospital de la capital, entre otras reclamaciones, que fue apoyada por varios miles de asistentes.
El 28 de diciembre, con motivo del día de los inocentes, se lleva a cabo la manifestación más multitudinaria de la historia de Soria, bajo el lema "ni una inocentada más", refiriéndose a las decenas de promesas incumplidas por parte de los políticos con relación a Soria. Se consiguieron reunir a entre 7.000 y 10.000 personas, en función del medio que se consulte.
El 31 de marzo de 2019 llevan a cabo una multitudinaria manifestación en Madrid, junto a otras plataformas de zonas despobladas, como Teruel Existe, como ya hicieron juntas en 2003. La denominaron como "La Revuelta de la España Vaciada", por aglutinar el sentir de todas aquellas regiones de España que han sido menospreciadas y condenadas a una despoblación paulatina por parte de las distintas administraciones. Dicho acto consigue reunir entre 50.000 y 100.000 personas, según estimaciones de la Policía y los organizadores.
El 26 de agosto de 2019 vuelven a organizar una marcha lenta en la N-122, como en el 2005, esta vez organizada junto a otras plataformas de Peñafiel y Aranda de Duero. Dos caravanas de medio millar de vehículos partieron desde Soria capital y Peñafiel con destino Aranda de Duero, a las que se fueron sumando vehículos durante el recorrido, que realizaron a una velocidad de entre 50 y 60 km/h. Tras haber colapsado la carretera, en la Plaza Mayor de Aranda de Duero se leyó un manifiesto revindicando inversiones para la finalización de la A-11.
En marzo de 2020, con la llegada a España de la pandemia de COVID-19, la plataforma pone en marcha una campaña de compra y fabricación de equipos de protección (batas, máscaras) para entregar al Hospital Santa Bárbara de Soria, con objeto de paliar la escasez de suministros de ese tipo debido a la enorme demanda mundial, y garantizar la salud de los trabajadores sanitarios.

### Elecciones anticipadas de Castilla y León en 2022
El lunes 20 de diciembre de 2021, el presidente de la Junta de Castilla y León, el popular Alfonso Fernández Mañueco, convocó elecciones anticipadas en la comunidad temiendo los posibles pactos presupuestarios a los que pudiesen llegar el Partido Socialista de Castilla y León, Ciudadanos y los regionalistas de Por Ávila. Las elecciones se fijaron para el 13 de febrero de 2022. Con estas elecciones, el Partido Popular de Castilla y León busca repetir el éxito que ya tuvo la sección madrileña bajo el liderazgo de Isabel Díaz Ayuso, que consiguió cambiar un gobierno en minoría apoyado en un pacto con Ciudadanos a un gobierno de mayoría cómoda pero no absoluta tras las elecciones anticipadas de Madrid en 2021.
El anuncio cogió de imprevisto a la plataforma de la España Vaciada, una plataforma cívica que aglutina numerosas organizaciones de provincias de España con un problema demográfico severo. Soria ¡Ya! fue invitada a acudir a las elecciones como parte del partido político homónimo que presentará la plataforma, pero finalmente indicó que concurriría a las mismas por separado, como agrupación de electores, y que se uniría en todo caso al grupo parlamentario para dar más peso al mensaje.
El 10 de enero presentaron oficialmente su candidatura, entregando 2.500 avales, el triple de lo necesario, que superaron en menos de dos horas. También dieron a conocer a su lista de candidatos, encabezada por Ángel Ceña.

### Elecciones europeas 2024
Para los comicios al Parlamento Europeo del 9 de junio de 2024, Soria ¡Ya! decidió presentarse en la La España olvidada EXISTE - Municipalistas - Mundo Justo, que aglutina a varias formaciones de la conocida como España vaciada, así como otras formaciones como Por un Mundo más Justo o Coalición de Centro Democrático. El candidato de la coalición es Tomás Guitarte, de Teruel Existe.

## Resultados electorales

### Elecciones autonómicas
| Elecciones                                         | Candidato  | Votos  | % (en Soria) | % (en Castilla y León) | Procurador(es) | Referencias          |
| -------------------------------------------------- | ---------- | ------ | ------------ | ---------------------- | -------------- | -------------------- |
| Elecciones a las Cortes de Castilla y León de 2022 | Ángel Ceña | 19 385 | 42,72% (#1)  | 1,53% (#8)             | 3/5            | [ 38 ] [ 39 ] [ 40 ] |

### Elecciones generales
| Elecciones                             | Candidato  | Votos | % (en Soria) | Diputados | Referencias |
| -------------------------------------- | ---------- | ----- | ------------ | --------- | ----------- |
| Elecciones generales de España de 2023 | Ángel Ceña | 9.697 | 19,10% (#3)  | 0/2       | [ 41 ]      |